# Alfama

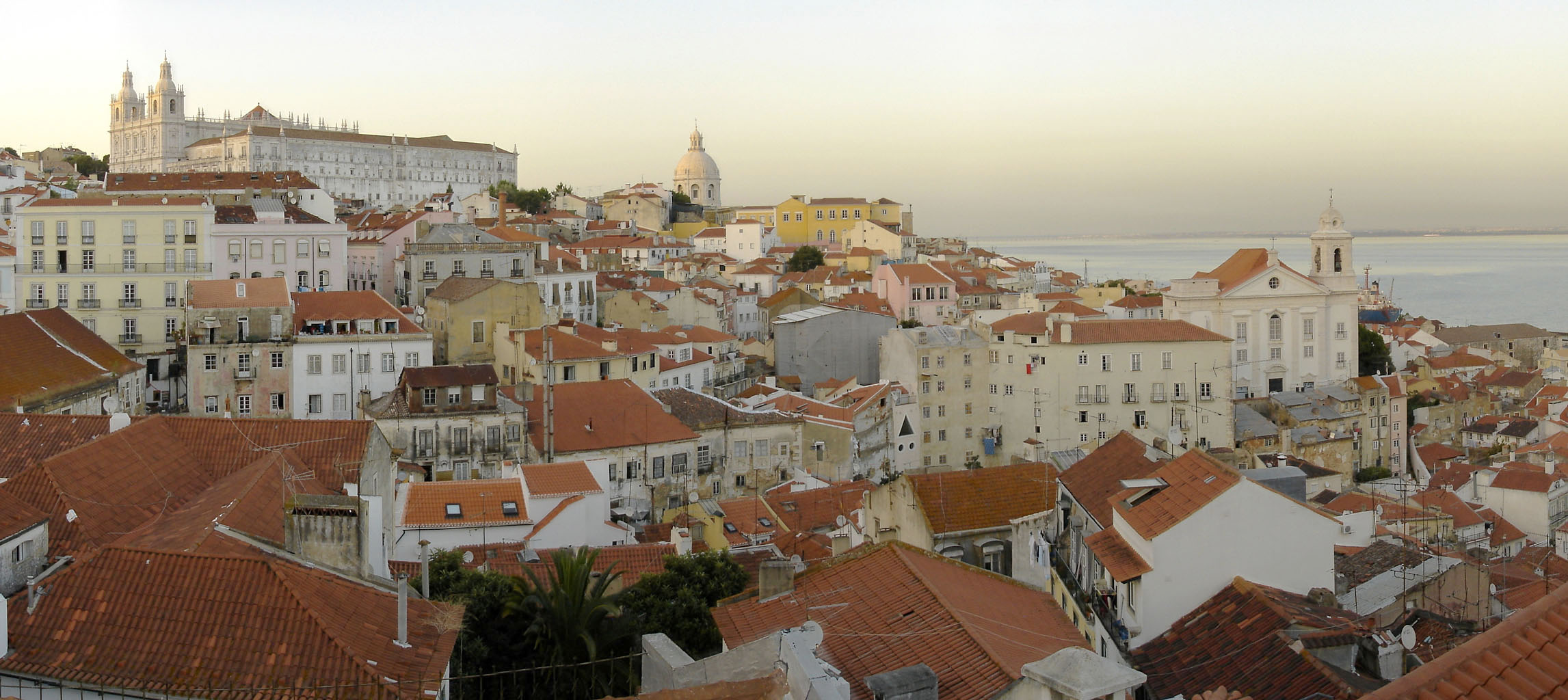
Zicht op Alfama

Alfama is de oudste wijk van Lissabon, die tussen het kasteel van São Jorge en de Taag ligt. De naam 'alfama' komt van het Arabische al hamma, wat zoiets als 'baden' of 'fonteinen' betekent. De wijk is een bekende trekpleister voor toeristen, vooral door de vele oude gebouwen, fadobars en restaurants. Er zijn vele kronkelige straatjes en steegjes te vinden.
Tijdens de Moorse overheersing bestond Lissabon alleen uit Alfama, en woonden er vooral arme vissers (welke er nog steeds wonen). De grote aardbeving van Lissabon in 1755 heeft Alfama nauwelijks aangetast. Er zijn tegenwoordig vele kerken te vinden in Alfama, waaronder de kathedraal van Lissabon, de kerk Santa Engrácia en het klooster van São Vicente de Fora. Verder ligt het kasteel van São Jorge op een heuvel bij Alfama, en vanaf daar is er een mooi uitzicht op de huisjes.